# Discurso dos Hunos

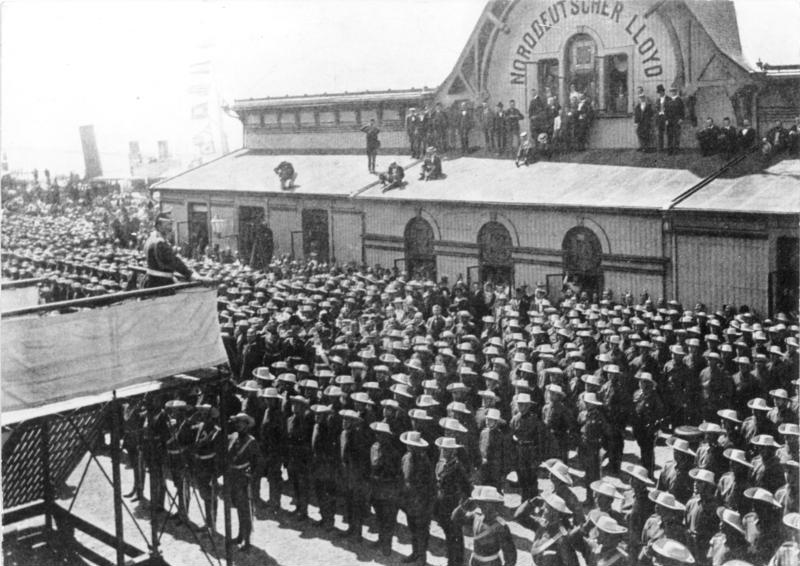
Guilherme II durante seu discurso em 27 de julho de 1900 em frente ao Lloyd Hall em Bremerhaven

O Discurso dos Hunos ou Discurso Huno foi proferido pelo imperador alemão Guilherme II em 27 de julho de 1900 em Bremerhaven, por ocasião da despedida de partes do Corpo Expedicionário Alemão do Leste Asiático (Ostasiatisches Expeditionskorps). O corpo expedicionário foi enviado à Dinastia Qing para reprimir a Rebelião dos Boxers.
O discurso ganhou atenção mundial devido ao seu conteúdo incendiário. Por muito tempo, foi considerada a origem do epíteto "Hunos" para os alemães, que foi usado pelos britânicos com muito efeito na Primeira Guerra Mundial.

## Contexto histórico
O "Discurso Huno" ocorreu no contexto histórico da Rebelião dos Boxers, uma revolta antiestrangeira e anticristã na China Qing entre 1899 e 1901. O ponto crítico da rebelião foi atingido quando as comunicações telegráficas entre as legações internacionais em Pequim e o mundo exterior foram interrompidas em maio de 1900.  Após a interrupção, começaram as hostilidades abertas entre as tropas estrangeiras e os Boxers, que mais tarde foram apoiados pelas forças regulares chinesas. 

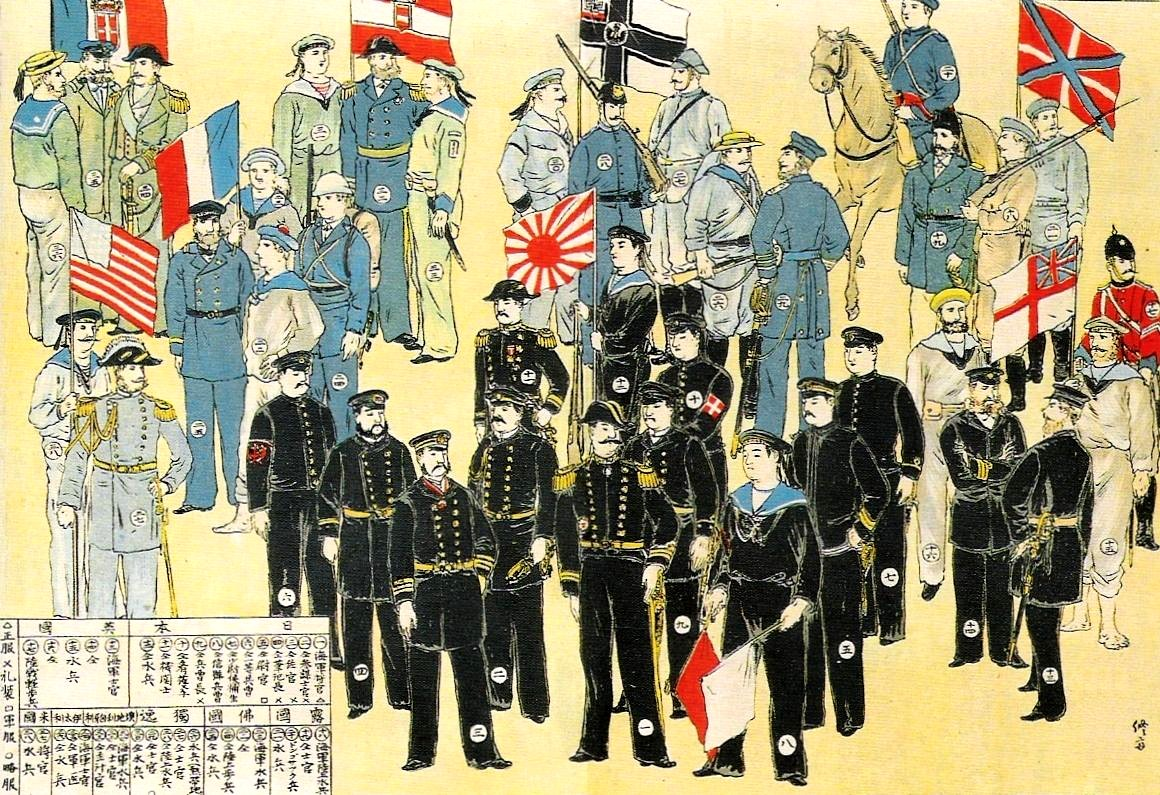
As tropas da Aliança das Oito Nações em um desenho japonês

Em 20 de  junho de 1900, o enviado alemão à China, Clemens von Ketteler, foi morto a tiro por um soldado chinês regular  enquanto se dirigia ao Zongli Yamen, um órgão do governo chinês responsável pela política externa.  Após este tiroteio, a corte Qing declarou guerra a todas as potências estrangeiras na China e o cerco às Legações Internacionais em Pequim começou.  No início do cerco, a Aliança das Oito Nações – Japão, Reino Unido, Estados Unidos e cinco estados europeus – enviou uma força expedicionária para intervir e libertar as legações. Após sete semanas, a força expedicionária internacional prevaleceu, a imperatriz viúva chinesa Cixi fugiu de Pequim e a aliança estrangeira saqueou a cidade. 
O foi proferido por Guilherme II durante uma cerimônia de despedida de algumas das tropas pertencentes ao Corpo Expedicionário Alemão do Leste Asiático (Ostasiatisches Expeditionskorps). Foi um dos pelo menos oito discursos que o Imperador fez por ocasião do embarque das tropas.  Entretanto, a maioria das forças alemãs enviadas chegou tarde demais para participar de qualquer uma das principais ações do conflito. Seus primeiros elementos chegaram a Taku em 21 de setembro de 1900, depois de as legações internacionais já terem sido dispensadas. 

## O discurso
O discurso foi proferido em 27 de julho de 1900. Nesta sexta-feira, Guilherme II inspecionou dois dos três navios de transporte de tropas em Bremerhaven, que mais tarde naquele dia zarpariam para Pequim. Os navios de transporte de tropas alemães eram o Batavia, o Dresden e o Halle . Depois de inspecionar dois navios, Guilherme II retornou ao seu iate imperial SMY Hohenzollern II e convidou o presidente da Norddeutscher Lloyd, Geo Heinrich Plate [de], os diretores gerais Heinrich Wiegand (Norddeutscher Lloyd) e Albert Ballin (HAPAG), dignitários das cidades de Bremen e Bremerhaven, bem como vários oficiais para o café da manhã a bordo de seu iate às 12h00. 
Às 12h45, o Corpo Expedicionário se reuniu para inspeção pelo Imperador no Lloyd Hall, o que ele realizou às 13h00.  Durante sua inspeção Guilherme II estava acompanhado pela Imperatriz, Príncipe Eitel Frederico, Príncipe Adalberto, Chanceler Imperial (Reichskanzler) Príncipe zu Hohenlohe, o Ministro da Guerra da Prússia Heinrich von Goßler, o Comandante do Corpo Expedicionário, Tenente General von Lessei, e o Secretário de Estado dos Negócios Estrangeiros, Bernhard von Bülow. 

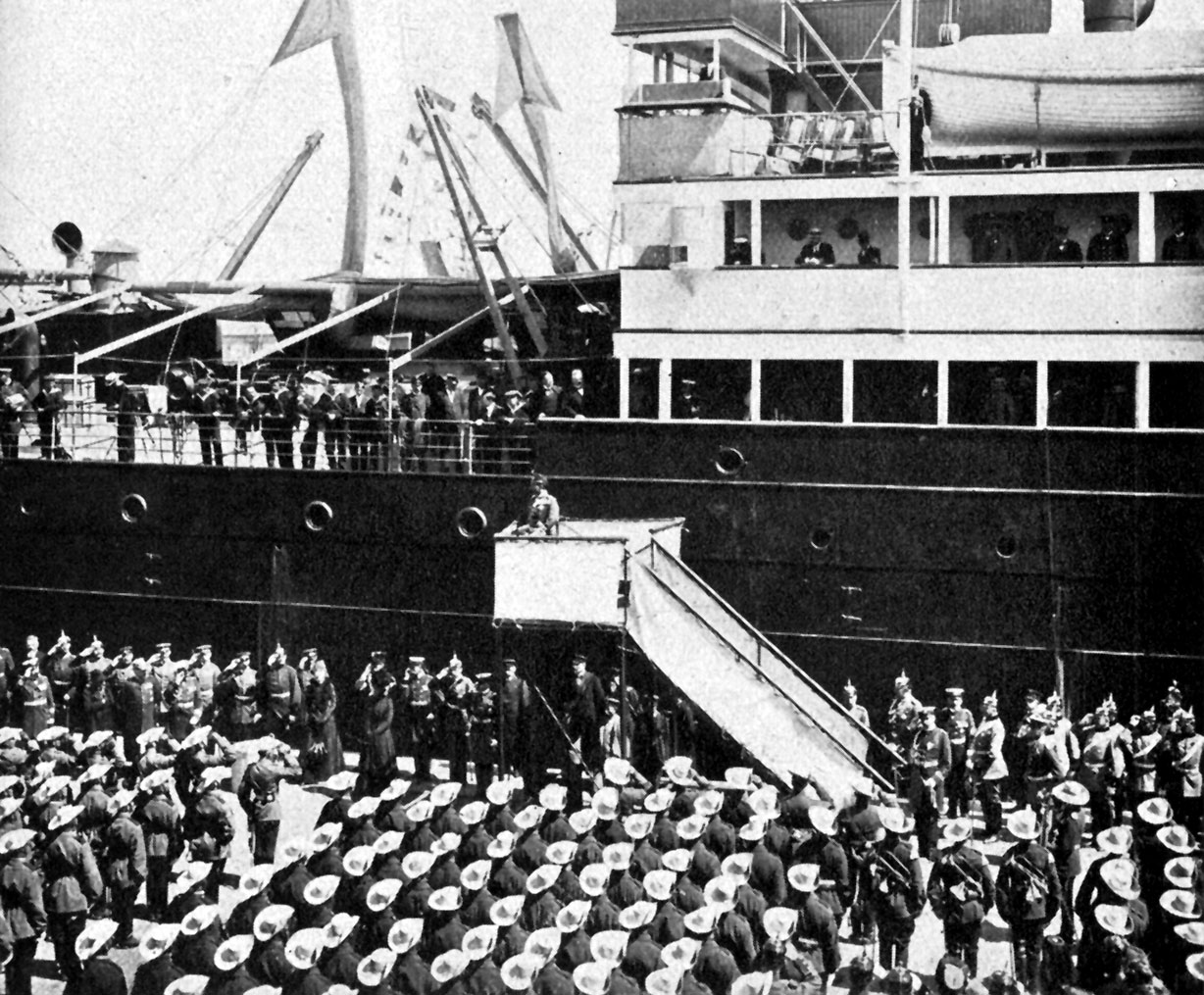
Perspectiva diferente do discurso. O navio ao fundo é o SS Friedrich der Grosse.

Durante a inspeção, o Imperador fez comentários de despedida — o discurso Huno, como logo ficou conhecido — ao Corpo que partia e aos espectadores ao redor, que se dizia serem alguns milhares. Após o discurso, von Lessei agradeceu ao Imperador pelas palavras dedicadas aos seus homens, e uma banda entoou "Heil Kaiser Wilhelm Dir". Às 14:00 o Batavia foi o primeiro navio a zarpar para Pequim e os outros dois navios seguiram em intervalos de 15 minutos. 
O texto do discurso sobreviveu em diversas variações diferentes. A passagem central diz:
| “ | Se você se apresentar diante do inimigo, ele será derrotado! Não haverá trégua! Prisioneiros não serão feitos! Quem cair em suas mãos será condenado! Assim como há mil anos os hunos, sob o comando de seu rei Átila, fizeram um nome para si mesmos, um nome que ainda hoje os faz parecer poderosos na história e na lenda, que o nome Alemanha seja afirmado por você de tal forma na China que nenhum chinês jamais ousará olhar de soslaio para um alemão! Kommt Ihr vor den Feind, so wird er geschlagen, Pardon wird nicht gegeben; Gefangene nicht gemacht. Wer Euch in die Hände fällt, sei in Eurer Hand. Wie vor tausend Jahren die Hunnen unter ihrem König Etzel sich einen Namen gemacht, der sie noch jetzt in der Ueberlieferung gewaltig erscheinen läßt, so möge der Name Deutschland in China in einer solchen Weise bekannt werden, daß niemals wieder ein Chinese es wagt, etwa einen Deutschen auch nur scheel anzusehen. | ” |
|   | — Guilherme II, Discurso de 27 de julho de 1900. |   |

## Tradição textual e versões
O discurso foi proferido livremente por Guilherme II. Nenhum manuscrito sobreviveu e é possível que nenhum tenha existido. Várias versões do discurso são conhecidas:
- Wolffs Telegraphisches Bureau ("WTB I") circulou um resumo dele em discurso indireto em 27 de julho de 1900 (22:30). Não continha nenhuma referência aos hunos e não mencionava dar trégua aos chineses. [9] [10]
- Em 28 de ejulho de 1900 (01:00), uma segunda versão do discurso foi divulgada pelo Wolffs Telegraphisches Bureau (WTB II), que foi publicado pelo Deutscher Reichsanzeiger [de] em sua seção não oficial. Nesta variação, a referência aos hunos está novamente ausente. De acordo com esta variante, o Imperador disse: "Nenhum quartel será dado. Prisioneiros não serão feitos", o que também pode ser entendido como uma alusão ao comportamento dos chineses. [11] [12]
- Vários jornalistas de jornais locais do norte da Alemanha estavam presentes no discurso e taquigrafaram as palavras faladas pelo Imperador. Além de pequenos erros de audição, gravação ou composição, essas transcrições produzem uma formulação consistente do discurso. Em 1976, Bernd Sösemann [de] consolidou as versões publicadas em 29 de julho de 1900 no Weser-Zeitung [de] e o Wilhelmshavener Tageblatt. Esta versão consolidada é hoje considerada autoritativa. [13] Contém a passagem citada acima.

## Interpretação

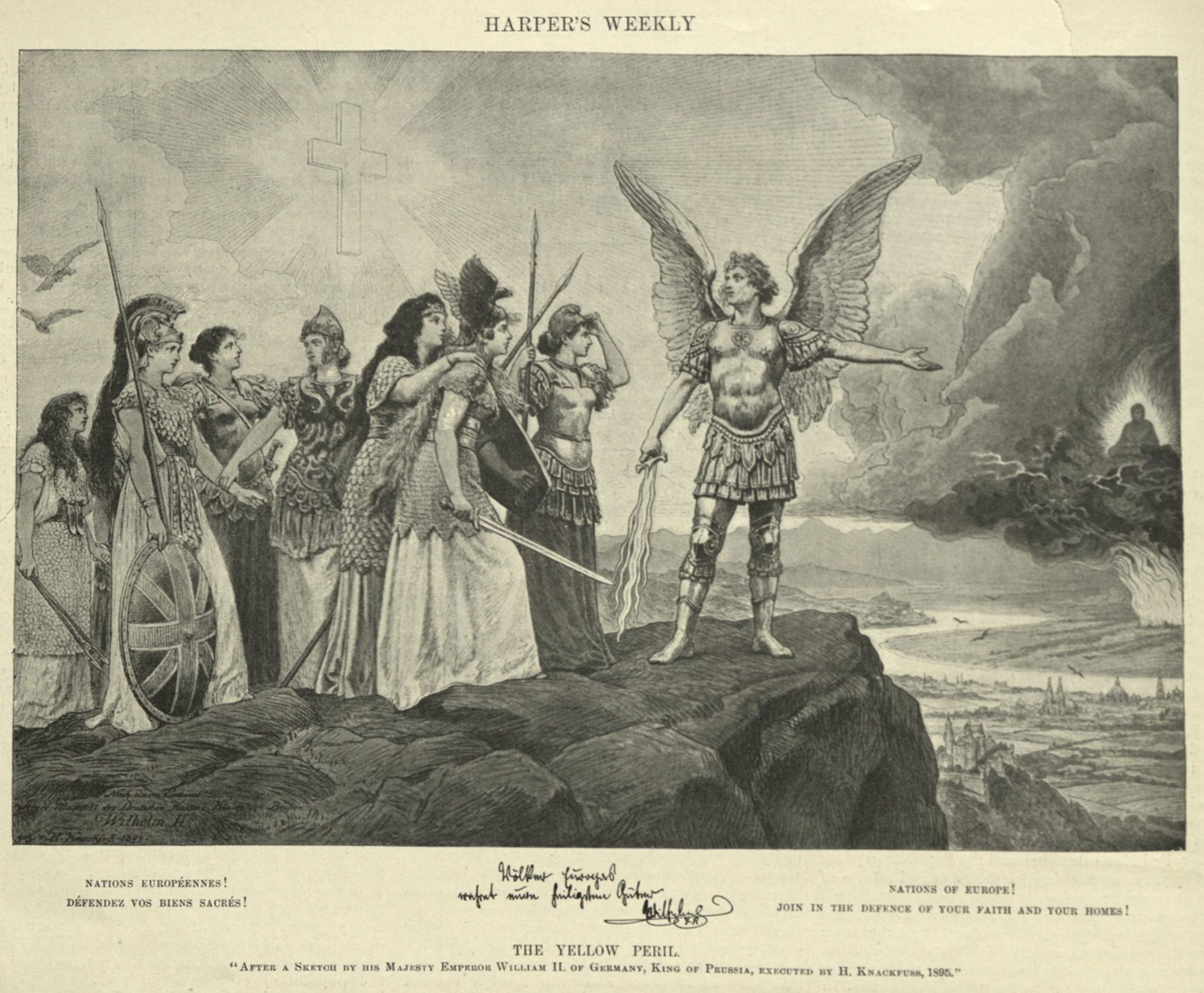
de. Uma pintura de Hermann Knackfuß

Com o discurso, Guilherme II convocou as tropas alemãs a travar uma implacável campanha de vingança na China.  Ao fazer o discurso, Guilherme II queria especialmente que seus soldados vingassem o assassinato de Clemens von Ketteler, o enviado alemão à China, em 20 de junho de 1900.  Num despacho anterior de 19 de junho de 1900 a Bernhard von Bülow, Guilherme II já tinha exigido que Pequim fosse arrasada e chamou à luta que se aproximava uma "batalha da Ásia contra toda a Europa".  Ao mesmo tempo, Guilherme II tinha doado a pintura Povos da Europa, preservai os vossos bens mais sagrados! para vários transportes de tropas para a China.  A pintura é considerada uma alegoria da defesa da Europa sob a liderança alemã contra o alegado "Perigo Amarelo", que há muito tempo era motivo de preocupação para o Imperador.  Um esboço de 1895 de Guilherme II tinha de fato sido a inspiração para a pintura de Hermann Knackfuß. 
Na interpretação acadêmica atual do discurso, Thoralf Klein [de] argumenta que o efeito escandaloso do discurso de Hun consiste, por um lado, no seu apelo explícito à violação do direito internacional e, por outro lado, na sua confusão entre as fronteiras entre "barbárie" e "civilização".  O apelo para violar o direito internacional pode ser visto na exigência de não dar trégua aos chineses. Declarar que não haveria quartel foi explicitamente proibido pelo Artigo 23 da Convenção de Haia sobre Guerra Terrestre (LLeis e costumes da guerra terrestre [Haia II] de 29 de julho de 1899), uma convenção assinada pelo Império Alemão, mas não pela China Qing, que apenas participou da Conferência de Paz de Haia.  A confusão entre "civilização" e "barbárie" torna-se manifesta quando os "bárbaros" hunos foram escolhidos por Guilherme II como modelo para as tropas alemãs que partiam, as mesmas forças alemãs que foram enviadas por Guilherme II lutar em nome da “civilização” contra a suposta recaída da China na "barbárie". 

## Reações e consequências
Os soldados que partiram para a China supostamente levaram seu imperador ao pé da letra. Foi assim que um suboficial relatou o discurso em seu diário:
| “ | Não demorou muito para que Sua Majestade aparecesse. Ele nos fez um discurso comovente, do qual só me lembro das seguintes palavras: "Nenhum prisioneiro será feito, nenhum clemência será dada a qualquer chinês que cair em suas mãos." Es dauerte nicht lange bis Majestät erschien. Er hielt eine zündende Ansprach an uns, von der ich mir aber nur die folgenden Worte gemerkt habe: "Gefangene werden nicht gemacht, Pardon wird keinem Chinesen gegeben, der Euch in die Hände fällt." | ” |
|   | — Heinrich Haslinde. |   |

Após o discurso, os soldados alemães marcaram os vagões ferroviários que os transportavam para a costa com inscrições como "a vingança é doce" ou "sem trégua".  E as cartas dos soldados alemães relatando os excessos durante a sua missão na China, que mais tarde foram impressas em jornais alemães, eram chamadas de "Cartas Hunas". 
Com o discurso, Guilherme II recebeu aprovação em casa e no exterior, mas também críticas. Das pessoas presentes no discurso, Bernhard von Bülow argumentou em suas memórias de 1930 que foi "o pior discurso daquela época e talvez o discurso mais vergonhoso que Guilherme II já havia proferido".   O Príncipe de Hohenlohe, por outro lado, comentou no seu diário daquele dia que tinha sido um "discurso brilhante". 
No debate público alemão contemporâneo, o político liberal alemão e pastor protestante, Friedrich Naumann – um membro do Reichstag – defendeu vigorosamente o Imperador e afirmou que pensava que "todo esse escrúpulo é errado" e argumentou que nenhum prisioneiro deveria ser feito na China.  Esta defesa lhe rendeu o apelido de "sacerdote Huno" (Hunnenpastor .  Por outro lado, Eugen Richter, um colega liberal do Reichstag, criticou duramente o discurso num debate do Reichstag em 20 de novembro de 1900 e declarou que o discurso “não correspondia à convicção cristã”.
Embora não estivessem sozinhos nos maus-tratos aos chineses, pode-se argumentar que o discurso do Kaiser influenciou o comportamento subsequente do exército alemão na China.

## Fonte do epíteto "Huno"

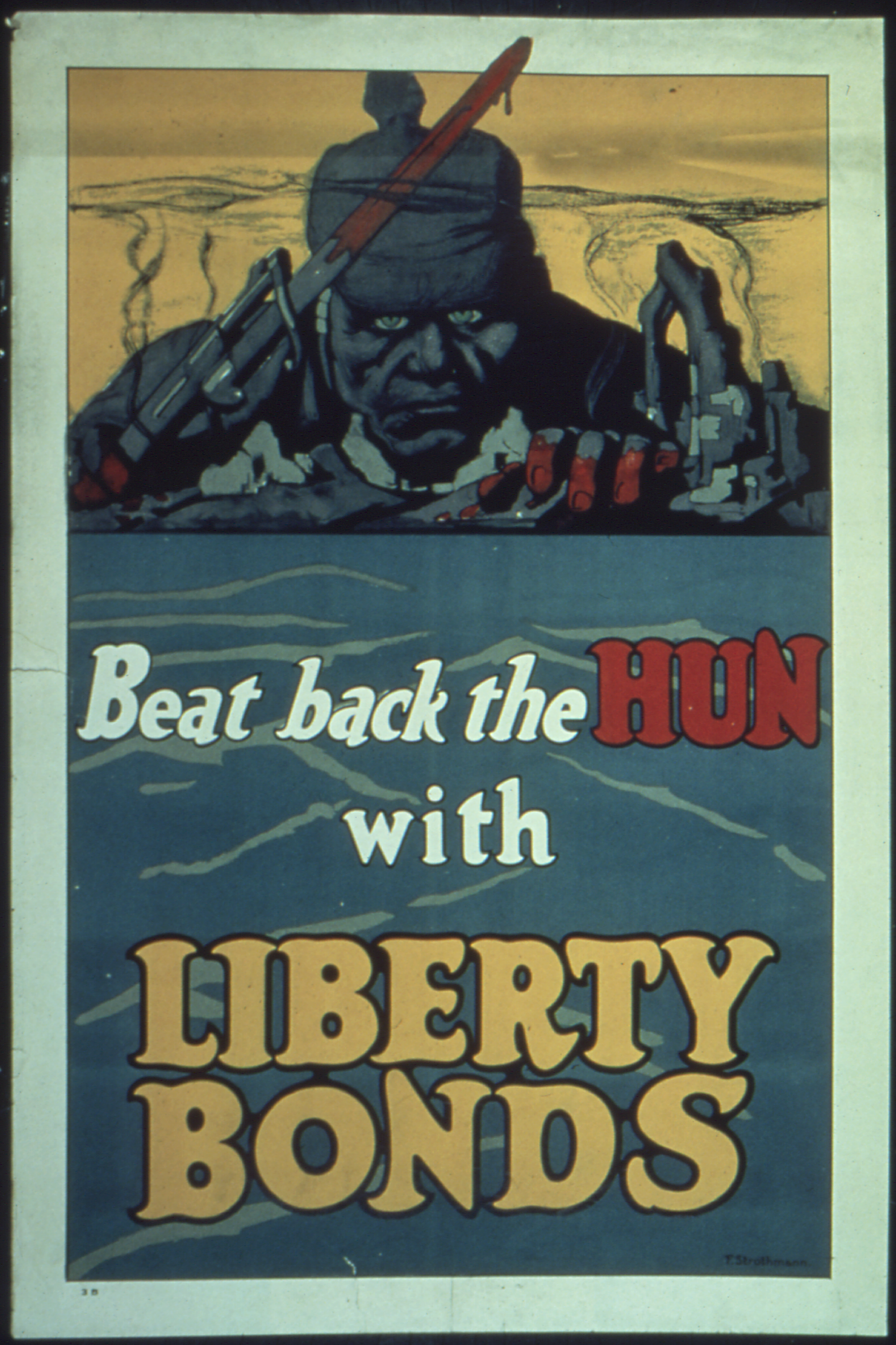
Um cartaz americano de arrecadação de fundos da Primeira Guerra Mundial: "Derrote os HUNOS com LIBERTY BONDS"

O "Discurso dos Hunos" teve um grande impacto durante a Primeira Guerra Mundial, quando os britânicos adotaram a metáfora "Huno" e a usaram como sinônimo para os alemães e seu comportamento, que foi descrito como bárbaro. Durante muito tempo, o discurso foi considerado a fonte do epíteto (etnofaulismo) "os hunos" para os alemães. Esta visão foi defendida, por exemplo, por Bernhard von Bülow,  mas já não reflecte o estado do debate académico, uma vez que o estereótipo "Huno" já tinha sido utilizado durante a Guerra Franco-Prussiana (1870-1871).  

## Gravação de áudio
Em 2012, foi descoberto um fonógrafo de cilindro de cera Edison contendo uma gravação da segunda versão ligeiramente abreviada do discurso (WTB II) a partir da virada do século XX.  Se esta gravação foi dublada pelo próprio Guilherme II permanece em disputa. Uma comparação de vozes realizada por um membro do Gabinete de Investigação Criminal do Estado da Baviera (Bayerisches Landeskriminalamt [de]) não pôde confirmar inequivocamente o orador como Guilherme II. 